# Паджоу
Паджоу (Китайски:琶洲, пинин:Pázhōu, Hanyu Pinyin:	Pázhōu, Wade–Giles:	P‘a-chou) е подрайон на Хайжу в югоизточната част на Гуанджоу, Гуангдонг провинция, в Китай.
Остров Паджоу (китайски традиционен: 琶洲㠀, опростен: 琶洲岛, пинин: Pázhōu), предишен Остров Уампоа, има обща площ от 15 км2 (5,8 кв. мили) и известен с Пагодата Паджоу. Източният му залив преди е бил главният пристан за международната търговия на Гуанджоу. Търговците от „Южното море“, включително индийци, араби и повечето европейци, са били задължени да акостират в Паджоу, докато по-малките занаятчийски съдове превозват стоки до и от района на Тринадесетте фабрики в западните предградия на Гуанджоу. Търговците наемали складове за доставки и поддръжка на кораби на остров Уампоа. Котвата е често срещано изображение и тема в изкуството от 18-ти век.
С разширяването на Гуанджоу подрайонът вече е част от центъра му, с много търговски и развлекателни съоръжения. Международният конгресен и изложбен център в Гуанджоу помещава ежегодния Кантонски панаир.

## Имена
Английският, френският и датският на датски: Whampoa и шведският на шведски: Wampoa са неправилни романизации на китайския хуан(г)пу, „Жълт бряг“. Името може да се отнася за острова, града или пристана.

## География
Съвременният Паджоу е остров в Перлената река е с площ около 15 km2 (5,8 sq mi). Намира се на 25 mi (40 km) нагоре по течението на пролива Хумен и е исторически на около 12 mi (19 km) изток от оградения град Гуанджоу, въпреки че оттогава Гуанджоу се е разширил толкова, че Пучжоу вече е в центъра на града. Тъй като Тринадесетте фабрики – определеното за чужди търговци гето от 17, 18 и 19 век – се намира в западните покрайнини на Гуанджоу, пътят между кея и пристанищата в на английски: Jack-ass Point е бил около 16 mi (26 km).
Преди съвременното драгиране, тинята, носена от Перлената река, я направи плитка и непредсказуема чак на юг до Макао, с големи пясъчни брегове и бързи течения, възпрепятстващи плаването от пролива Хумен нататък. Чуждестранните кораби обикновено са зависели от местните пилоти; Относителната липса на вятър също означаваше, че повечето ветроходни кораби изискват теглене на север от пролива. Основното закрепване е в югоизточната част на Паджоу. Югоизточно от това се намира Чанчжоу („остров на Дейн“). Южно от Паджоу се намираше Сяогувей („Френски остров“) и югозападно Хенан („Остров Хонам“).

## История
Народите Baiyue са имали селища около Гуанджоу (по-рано романизирани като „Kwangtung“) от епохата на неолита, въпреки че китайците датират града от основаването на Panyu от войници под ръководството на Zhao Tuo по време на завоеванието на Цин . Оттам нататък той образува голямо пристанище в Южнокитайско море, свързвайки своите търговци с Хунан и Северен Китай чрез мрежа от канали. Пристанището е било защитено от градската си стена и от укрепления и военноморски бази около пролива Хумен (по-рано „Бока Тигър“ или „Боуг“). Военни кораби не им било разрешавано да преминават по-близо до града. Европейската търговия започва с пристигането на Рафаел Перестрело на местни боклуци през 1516 г. и първоначално се извършва директно на брега на Гуанджоу. Португалското неправомерно поведение-и слуховете, че изяждат децата, които робуват {{Refn|„Some early Chinese historians go even so far as to give vivid details of the price paid for the children and how they were roasted.“ – бързо прекъсват достъпа, но това е било възстановено след Лусо-китайското споразумение от 1554 г. Търговията им се основава на Макао, но след като през 1684 г. са били премахнати общите забрани за морето Паджоу (като „Whampoa“) се превръща във важно място като пристан, тъй като голямата тяга на източноиндийците го превръща в дълбоководното пристанище на Гуанджоу.
Ранните търговци били задължени да следват мусонните ветрове, като са пристигали между юни и септември, извършвали своята дейност и след това напускали между ноември и февруари. Обикновено товарите се превозвали от корабите от собствения им екипаж и до корабите за сметка на китайските търговци на техните „чоп лодки“ (запалки). За да избегнат кражба или пиратство, чуждестранните търговци започнали да назначават по няколко свои моряци на тези кораби като пазачи. През 1686 г. на западняците е разрешено да наемат квартири във фабричния квартал, за да се избегне необходимостта от връщане до Паджоу всяка вечер. В по-голямата си част суперкарговете, техните помощници и счетоводителите остават във фабриките, екипажът – с изключение на няколко пазачи или тези, които биват в отпуск по брега остават с корабите, а капитаните продължават да се превозват между двете точки . Компрадор (на китайски: 買班) се занимава с провизиите на корабите в Паджоу, където дамите от сампан се тълпят около корабите, за да перат и да извършват други услуги на моряците.
Като допълнително ниво на отбрана и приходи, градските власти продължили да налагат закотвяне в Паджоу, дори когато по-малки частни плавателни съдове започнали да търгуват във все по-голям брой точки след средата на 18ти век при откритието на филипинския маршрут, което им позволило да идват и да си отиват, без да чакат месеци заради мусонните ветрове. Дотогава на пристана били установявани фиксирани места за различни нации. Най-вътрешните и най-западните били за американците и след тях идват холандците и шведите. След това на ред са датчаните и французите, близо до Гуанджоу ( „Островът на Дейн“) и Xiaoguwei ( „френски остров“), които те използват за своите бази. } Британците биват последни и най-отдалечени. Получаването на кораба от Човешкия проток до Паджоу обикновено изисква пътуване само през деня и помощ от местен пилот въпреки че английските търговци от време на време се показвали, като правели пътуването без помощ. Бързото течение и липсата на вятър означават, че повечето кораби се нуждаят от теглене; това обикновено се извършваше с корабните лодки, но някои се нуждаят от помощ от други кораби или от китайските сампани. [9] } Китайски наредби, предписват, че корабите, вписани при закрепването с техните перила облечен в „paunk suite“, ярко оцветен плат с жълти ленти; екипажът също бива облечен в специални дрехи: черни кадифени шапки, пискюли, памучни чорапи, закопчалки за коляното и обувки както и специални копчета. Изстрелването на салюти и отговори в Паджоу, където може да бъдат закотвени двадесет кораба наведнъж, прави района шумен. 
Докато биват на котва, корабите са били ремонтирани: почиствани, ремонтирани, боядисвани, както и оправяне на такелажите и платната. За да се улесни товаренето и разтоварването на товари, корабните дворове и дупки били премахнати и съхранявани в навеси в Паджоу или Сяогувей. Навесите, направени от бамбукови стълбове и тъкани рогозки са известни като „банки“,  обикновено са се наемли от местни служители въпреки че французите и шведите  получават разрешение да построят свои собствени на Xiaoguwei. Те също така служат като работилница за детайлни ремонти или жилищни помещения за корабите за суперкарготи, но повечето от тях предпочитат да бъдат оставени в Макао или изпратени до Тринадесетте фабрики в Гуанджоу. Чуждестранните екипажи обикновено биват оставяни на своите кораби, но капитаните обикновено въртят бреговите патрули и работят на сушата, за да поддържат морала. Обичайните пътувания биват до градините Fanee и манастира Хой Тонг в Хенан и до търговските улици на Тринадесетте фабрики, по-специално Хог Лейн. Въпреки здравословния климат, треската понякога унищожава екипажите а пиянството и сбиването били често срещани. Офицерите се грижели за бреговите патрули, но понякога се нуждаят от помощ от местните власти, например през 1761 г., когато мандарините от Паджоу затворили холандска палатка за пуш, поставена на Xiaoguwei по искане на Puankhequa, на тогавашен фиадор на шведската Източноиндийска компания. Той предава молба от техния суперкар, който от своя страна действа по бележка от шведски капитан, който става безсилен да държи хората си далеч от него. За мъжете на корабите обаче дамите от сампан се тълпят около тях, за да получат пране или други услуги.
По това време земята от Паджоу до пролива Хумен се е състояла от вълнообразни зелени хълмове, нарязани за оризови поляни и увенчани с горички. Местните също отглеждат захарна тръстика и зеленчуци. Тъй като районът е едва над морското равнище и е обект на тайфуни, около селата са се начислявали такси, за да се предпазят от морето. От Паджоу могат да се разберат чрез пет сигнални кули, най-голямата от които е Лъвската кула на остров, разположен на половината път между Паджоу и пролива Хумен. Тези 9-етажни кули са използвали сигнални пожари за предаване на съобщения и е казано, че те могат да бъдат изпратени от Гуанджоу до Пекин – на разстояние от около 1 200 mi (1 900 km) – за по-малко от 24 часа. По време на посещението си през 1832 г. Едмънд Робъртс отбелязва, че Паджоу е опасен за чужденци, като местните бият всеки, който влезе в определени райони. Xiaoguwei бил по-приветлив.
По време на Първата опиумна война битката при Уампоа се е водила между британските и китайските сили на 2 март 1841 г. Дори след опиумните войни и през 20-и век ветроходните кораби продължавали да спират в Паджоу, въпреки че параходите започнали да се качват директно в Гуанджоу.
Кантонският панаир се намира в Паджоу от 104-тото си издание.

## Транспорт
Спирка Паджоу свързва острова с метрото Гуанджоу.